# مفاعل A4W

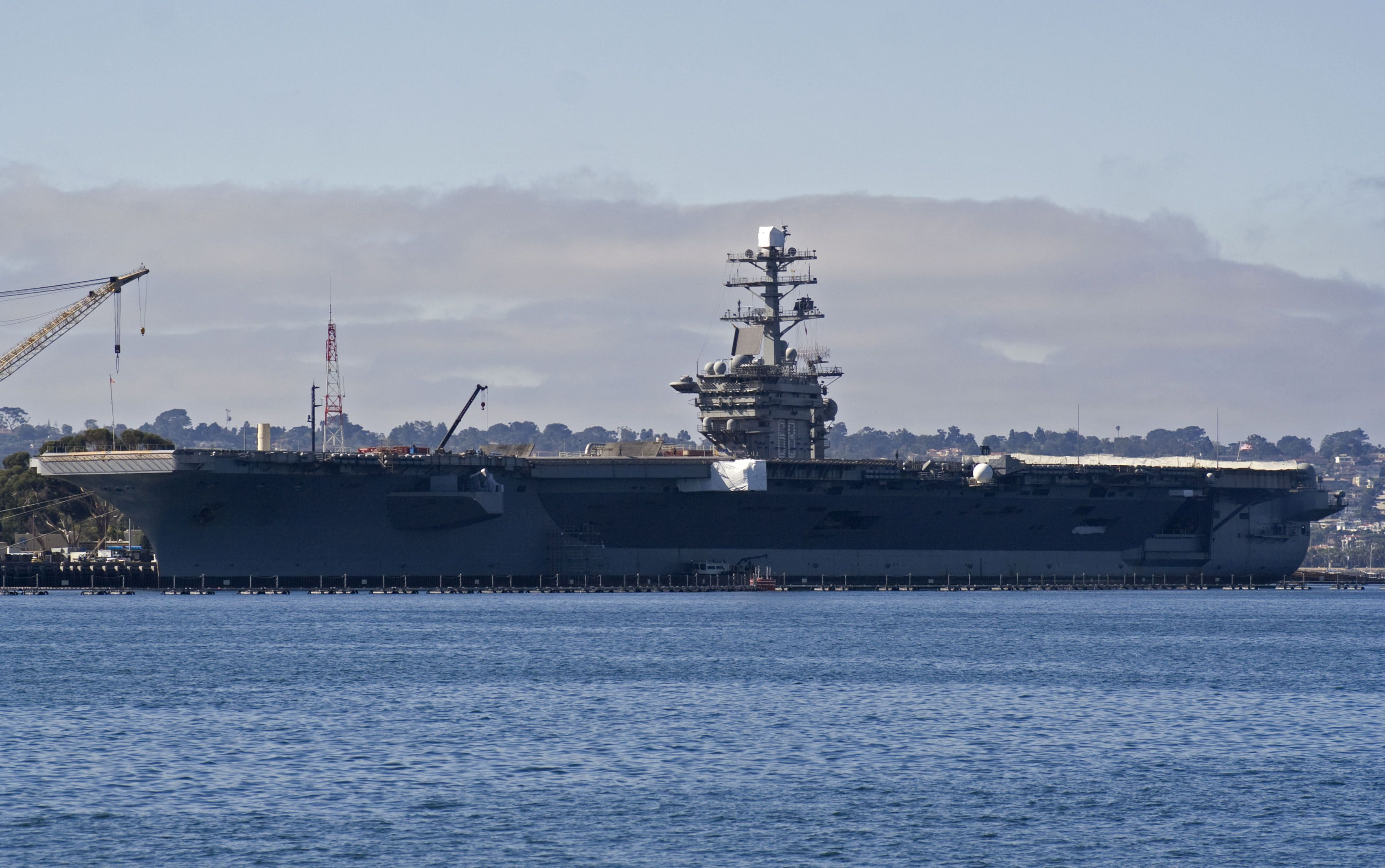

مفاعل A4W بالإنجليزية A4W reactor هو مفاعل نووي انشطاري نوعه مفاعل الماء المضغوط, تستخدمه القوات البحرية الأمريكية لدفع السفن الحربية وتوليد الطاقة الكهربائية , ويقصد بالرمز A4W
A حاملة طائرات
4 رابع جيل تصممه شركة مقاولات
W شركة المقاولات ويستنغ هاوس، وهي الشركة التي قامت بتنفيذ تصميم المفاعل المقدم من مختبربيتيس للطاقة الذرية ومختبر Knolls للطاقة الذرية  وقامت شريكة ويستنغهاوس بتصنيعها .